# Premios Gardel
Los Premios Gardel a la Música (originalmente Premios Carlos Gardel) o simplemente Premios Gardel, son los premios anuales de la música argentina, > organizados por la CAPIF, que distinguen lo más destacado de la música nacional en diversos géneros y categorías. Son considerados por muchos como los premios más prestigiosos e importantes de la industria musical Argentina, e incluso han sido calificados como «el premio más importante del negocio musical del país» por Billboard. La primera ceremonia se celebró el 14 de abril de 1999 en el Teatro Coliseo de Buenos Aires, para honrar los logros musicales de los artistas que lanzaron música entre el 1 de junio de 1997 y el 30 de noviembre de 1998. Inicialmente, se reconoció no solo a los artistas nacionales, sino también a los artistas latinos y del Mercosur. Sin embargo, desde la ceremonia de 2003, CAPIF revisó y ajustó las categorías, eliminando las ternas latinas y agregando otras únicamente nacionales. 
La premiación lleva el nombre del cantautor de tango argentino Carlos Gardel, en homenaje a su invaluable contribución a la música argentina y a la cultura del país. La estatuilla que se entrega a los ganadores de cada ceremonia está inspirada en su figura y es una réplica de la escultura diseñada por el artista plástico Hermenegildo Sábat y esculpida por su hijo, Alfredo Sábat. Además, el ganador de la categoría álbum del año recibe una versión especial de esta estatuilla, conocida como el Premio Gardel de Oro, que es una versión dorada de la misma. Hasta la edición de 2003, la estatuilla dorada, fue considerada una distinción honorífica entregada por un jurado especializado a la excelencia musical del artista. Sin embargo, desde entonces se unificó y se concede al principal ganador de la ceremonia. 
Después de más de veinte años de realizarse ininterrumpidamente en diferentes recintos de Buenos Aires, en la 21ª edición de los Premios Carlos Gardel, celebrada el 14 de mayo de 2019, marcó un cambio al realizarse en el Auditorio Ángel Bustelo de la provincia de Mendoza. La idea era que futuras ediciones se celebraran en diferentes provincias, sin embargo, esta edición resultó ser la única que se realizó fuera de la provincia.

## Historia

Cámara Argentina de Productores de Fonogramas y Videogramas (CAPIF) entidad organizadora de la ceremonia.

La Asociación de Cronistas del Espectáculo (ACE) inicialmente intentó establecer una gala de premios musicales estándar de Argentina con los Premios ACE a la Música, que se llevaron a cabo durante cinco años consecutivos, desde 1992 hasta 1996. Sin embargo, el proyecto se vio afectado por la falta de apoyo de la industria musical, principalmente por los artistas que criticaron la forma en que se agrupaban los álbumes de diferentes géneros en categorías genéricas, limitando la competencia entre artistas de distintos géneros musicales. Además, los ejecutivos de la industria cuestionaron la escasez de reconocimientos otorgados a los artistas más vendidos y señalaron que, en ocasiones, ganaban artistas sin contrato discográfico. Posteriormente, en 1998, el periódico nacional Clarín organizó su propia ceremonia de premios en honor a la industria del entretenimiento, Premios Clarín, pero ninguno estuvo dedicado expresamente a la música nacional.
Después de un vacío en las premiaciones a la música nacional, en 1999 surgió una nueva iniciativa para reconocer la música argentina con la creación de los Premios Gardel a la Música, los cuales fueron declarados de Interés Cultural por el Honorable Senado de la Nación Argentina, el 19 de marzo de 1999, previo a su primera ceremonia. Estos premios fueron creados y organizados por la Cámara Argentina de Productores de Fonogramas y Videogramas (CAPIF), para honrar los logros musicales de los artistas que lanzaron música entre el 1 de junio de 1997 y el 30 de noviembre de 1998 y contaron con veinticinco categorías que no solo reconocieron a artistas nacionales, sino también a artistas latinos y del Mercosur. La primera ceremonia de los premios se celebró el 14 de abril de 1999 en el Teatro Coliseo de Buenos Aires, presentada por el conductor Jorge Guinzburg y trasmitida en directo por televisión y radio por Canal 13 y La 100, respectivamente. Dicha cermonia logró un gran éxito en términos de audiencia televisiva e interés público, con 5,7 millones de personas sintonizando la transmisión en vivo, una recepción similar a la de los Brit Awards en el Reino Unido, según Jeff Clark-Meads de Billboard.

### Estatuilla

Estatuilla otorgada a los ganadores de cada edición.

La estatuilla de los Premios Gardel que se entrega a los ganadores de cada ceremonia está representada por la escultura del cantautor de tango argentino Carlos Gardel, diseñada originalmente por el artista plástico Hermenegildo Sábat y esculpida por su hijo Alfredo Sábat. Sin embargo, el ganador de la categoría álbum del año recibe una versión especial de esta estatuilla, conocida como el Premio Gardel de Oro, que es una versión dorada de la misma. Hasta la edición de 2003, la estatuilla dorada, fue considerada una distinción honorífica otorgada por un jurado especializado a la excelencia musical del artista, pero desde entonces periodistas de todos los géneros musicales, productores, músicos y especialistas participan mediante una votación en la elección del ganador, para lo que toman como punto de valoración su disco.
Sandro fue el primer ganador del Gardel de oro en la primera edición de los premios, en 1999. Al artista lo sucedió en la lista de estatuillas doradas Mercedes Sosa al año siguiente, León Gieco (2001) y Charly García (2002), antes de la unificación de las distinciones.

### Controversia y reformas
Las primeras ediciones de los premios fueron objeto de críticas por parte de varios medios de comunicación, quienes consideraron que la ceremonia era demasiado predecible y que los ganadores eras fácilmente anticipables. Además, se cuestionó la falta de representación de artistas independientes, sin discográfica, lo que generó debates sobre la inclusión y diversidad en la industria musical. Gabriel Plaza, del periódico La Nación, calificó la ceremonia inaugural como «una fiesta previsible», mientras que Roque Casciero, de Página/12, describió la segunda edición como «una ceremonia en la que el negocio del disco se premia a sí mismo». En 2001, nuevamente, el periódico Página/12 definió a la gala de premiación como «la gran ceremonia de autocelebración de la industria musical». En 2005, Marcelo Fernández Bitas, en una nota publicada en Billboard, analizó el crecimiento e impacto de los Premios Gardel y coincidió con las críticas que, en sus primeros años, los premios eran vistos como una forma en que la industria musical se premiaba a sí misma, favoreciendo a sus artistas más vendidos y promocionados.
Ante estas críticas, CAPIF decidió tomar medidas para garantizar la imparcialidad y transparencia del proceso de selección de ganadores. Desde la edición de 2003, el número de miembros del comité de votación aumentó de 500 a 1500 e incorporó a una diversa gama de profesionales, incluyendo artistas, comerciantes, editores, productores, periodistas, miembros de la industria fonográfica y autoridades nacionales, excluyendo al personal de las discográficas del proceso de votación. Además, se cambió el proceso de votación, que pasó de ser por correo electrónico a realizarse a través de la página web de CAPIF, mediante boletas electrónicas, asegurando la confidencialidad hasta el día de la revelación de nominaciones.

## Ceremonias
| N.º | Año  | Fecha            | Gardel de Oro          | Presentador(es)                       | Lugar del evento                       | Transmisión      | Ref.   |
| --- | ---- | ---------------- | ---------------------- | ------------------------------------- | -------------------------------------- | ---------------- | ------ |
| 1   | 1999 | 14 de abril      | Sandro                 | Jorge Guinzburg                       | Teatro Coliseo, Buenos Aires           | El trece         | [ 24 ] |
| 2   | 2000 | 24 de abril      | Mercedes Sosa          | Dady Brieva                           | Teatro Gran Rex, Buenos Aires          | El trece         | [ 25 ] |
| 3   | 2001 | 31 de marzo      | León Gieco             | Marcos Mundstock                      | Estadio Luna Park, Buenos Aires        | El trece         | [ 26 ] |
| 4   | 2002 | 16 de abril      | Charly García          | Roberto Pettinato                     | Teatro Ópera, Buenos Aires             | El trece         | [ 27 ] |
| 5   | 2003 | 17 de marzo      | Charly García          | Roberto Pettinato                     | Estadio Luna Park, Buenos Aires        | El trece         | [ 28 ] |
| 6   | 2004 | 31 de marzo      | Babasónicos            | Roberto Pettinato                     | Teatro Gran Rex, Buenos Aires          | El trece         | [ 29 ] |
| 7   | 2005 | 13 de abril      | Bersuit Vergarabat     | Roberto Pettinato                     | Teatro Gran Rex, Buenos Aires          | Telefe           | [ 30 ] |
| 8   | 2006 | 5 de abril       | Andrés Calamaro        | Manuel Wirzt y Hilda Lizarazu         | Teatro Gran Rex, Buenos Aires          | Telefe           | [ 31 ] |
| 9   | 2007 | 17 de abril      | Gustavo Cerati         | Roberto Pettinato                     | Estadio Luna Park, Buenos Aires        | El Trece         | [ 32 ] |
| 10  | 2008 | 26 de marzo      | Andrés Calamaro        | Bebe Contemponi                       | Teatro Gran Rex, Buenos Aires          | El Trece         | [ 33 ] |
| 11  | 2009 | 22 de julio      | Luis Alberto Spinetta  | Evento cancelado                      | Evento cancelado                       | Evento cancelado | [ 34 ] |
| 12  | 2010 | 4 de noviembre   | Gustavo Cerati         | Sin evento                            | Sin evento                             | Sin evento       | [ 35 ] |
| 13  | 2011 | 30 de noviembre  | Divididos              | Sin evento                            | Sin evento                             | Sin evento       | [ 36 ] |
| 14  | 2012 | 8 de noviembre   | Escalandrum            | Soledad y Bahiano                     | Usina del Arte, Buenos Aires           | CM               | [ 37 ] |
| 15  | 2013 | 21 de agosto     | Abel Pintos            | Deborah de Corral y Mex Urtizberea    | Teatro Ópera, Buenos Aires             | C5N              | [ 38 ] |
| 16  | 2014 | 4 de septiembre  | Abel Pintos            | Roberto Pettinato y Sandra Mihanovich | Teatro Gran Rex, Buenos Aires          | C5N              | [ 39 ] |
| 17  | 2015 | 2 de junio       | Axel                   | Roberto Pettinato y Catarina Spinetta | Teatro Gran Rex, Buenos Aires          | TN               | [ 40 ] |
| 18  | 2016 | 7 de junio       | Luis Alberto Spinetta  | Lalo Mir                              | Teatro Gran Rex, Buenos Aires          | TN               | [ 41 ] |
| 19  | 2017 | 6 de junio       | Abel Pintos            | Lalo Mir y Maju Lozano                | Teatro Gran Rex, Buenos Aires          | TN               | [ 42 ] |
| 20  | 2018 | 29 de mayo       | Charly García          | Germán Paoloski                       | Centro Cultural Kirchner, Buenos Aires | TVP              | [ 43 ] |
| 21  | 2019 | 14 de mayo       | Marilina Bertoldi      | Iván de Pineda                        | Auditorio Ángel Bustelo, Mendoza       | TNT              | [ 44 ] |
| 22  | 2020 | 18 de septiembre | David Lebón            | Ale Sergi y Natalie Perez             | Evento virtual                         | TNT              | [ 45 ] |
| 23  | 2021 | 23 de julio      | Fito Páez              | Jey Mammón y Eleonora Pérez Caressi   | Evento virtual                         | TNT              | [ 46 ] |
| 24  | 2022 | 23 de agosto     | Wos                    | Jey Mammón y Eleonora Pérez Caressi   | Movistar Arena, Buenos Aires           | Star+            | [ 47 ] |
| 25  | 2023 | 16 de mayo       | Trueno                 | Iván de Pineda                        | Movistar Arena, Buenos Aires           | Star+            |        |
| 26  | 2024 | 28 de mayo       | Miranda!               | Iván de Pineda                        | Movistar Arena, Buenos Aires           | Star+            |        |
| 27  | 2025 | 18 de junio      | Ca7riel y Paco Amoroso | Gabriela Rádice                       | Teatro Coliseo, Buenos Aires           | TNT              | [ 48 ] |

## Categorías
Los Premios Gardel reconocen las contribuciones destacadas en la industria discográfica a través de diversas categorías. Cada categoría cuenta con nominados, de los cuales se selecciona un ganador. En su primera edición, se otorgaron 25 premios, incluyendo dos galardones honoríficos: el Gardel de Oro y el Gardel a la trayectoria. A lo largo de los años, la cantidad de ternas ha aumentado y variado, incorporando nuevas y eliminando y/o modificando otras. Hasta la fecha, se celebran 52 categorías anuales, además de algunas especiales que se otorgan de manera intermitente.

### Categorías generales
Los galardones estándar que reconocen obras musicales sobresalientes, sin restricciones de género ni otros criterios específicos para los nominados:
- Álbum del año se otorga al intérprete(s), del mejor álbum vocal o instrumental. El ganador de esta categoría recibe una versión dorada de esta estatuilla, conocida como el Premio Gardel de Oro.
- Canción del año se otorga al autor/compositor y al artista intérprete de una canción, ya sea publicada en singles, maxisingles y álbumes postulados para su correspondiente edición.
- Colaboración del año se otorga a los artistas que hayan compuesto el dueto/colaboración, al autor/compositor y al artista intérprete.
- Grabación del año se otorga al artista intérprete, productor e ingeniero de sonido de un álbum o canción. Anteriormente, la categoría era conocida como «Producción del año».
- Mejor nuevo artista se otorga al artista intérprete de un álbum y/o sencillo que no contenga más de dos álbumes o veinticinco canciones editadas. Sin embargo, entre los años 2006 y 2018, fue reemplazada por versiones específicas de los géneros pop, rock, tango, folclore y tropical/cuarteto; a excepción de 2010, en la cual se reanudó la entrega sin importar género musical.

## Distinciones honoríficas

### Premio Gardel a la trayectoria
De manera excepcional, se concede el Premio Gardel a la trayectoria para reconocer las contribuciones y el impacto significativo en la carrera de ilustres intérpretes argentinos en la industria musical. El «Jurado de Honor» es responsable de seleccionar a los merecedores de este reconocimiento. Entre los destacados artistas que han recibido este honor se encuentran Horario Salgán, Los Calchaleros, Horacio Guarany, Pimpinela, Carlitos Balá y Víctor Heredia, entre otros.

### Premio Gardel Solidario
El Premio Gardel Solidario es un reconocimiento especial que se otorga con el objetivo de destacar y premiar la labor solidaria y filantrópica de artistas, músicos y profesionales de la industria musical argentina. En 2007, CAPIF otorgó el primer premio solidario a León Gieco y Página/12 por el álbum Las estrellas no solo brillan en el cielo, cuyos fondos se destinaron a la Casa del Teatro. Este disco contó con la participación de destacados actores argentinos, como Rita Cortese, Jean Pierre Noher, Nacha Guevara y Graciela Borges, quienes interpretaron tangos, boleros y zarzuelas. Al año siguiente, el premio reconoció la labor solidaria de Marcelo Boccanera por Tierra firme, un proyecto que involucró a niños de barrios carenciados de Quilmes y Almirante Brown, en la creación de las canciones junto a músicos y actores argentinos. En este mismo sentido, también se premio a Gastón Pauls por Tango por los chicos, producido por su fundación, la Casa de la Cultura de los Chicos de la Calle.
En 2009, CAPIF distinguió a Darío Witt por su álbum Aprender a dar, una obra compuesta y grabada con el objetivo de concienciar sobre la violencia familiar y recaudar fondos para Hogar Abierta María Pueblo, institución que él mismo ayudó a crear. Posteriormente, en 2010, fue para la Orquesta Nacional de Música Argentina Juan de Dios Filiberto por su disco Folklore y tango, en el cual todos los artistas involucrados en este proyecto donaron los honorarios de su participación a los programas sociales de orquestas infantiles y juveniles que se llevan adelante en el marco de la Secretaría de Cultura de la Nación. En 2011, CAPIF otorgó la distinción a la Casa de la Cultura de la Calle por su disco Canciones de cuna y a la Fundación Conurbano y Tiempo Argentino por el álbum Canciones de los pibes de Sur.
En las ediciones de 2013 y 2014, la organización de los Premios Gardel innovó en su forma de premiación. Durante esos años, la canción del año se eligió a través de votaciones vía SMS, y todo el dinero recaudado se donó a instituciones benéficas. En 2013, los fondos se destinaron a la Fundación Garrahan, mientras que en 2014, el beneficiario fue la Asociación Cooperadora del Hospital de Niños Dr. Ricardo Gutiérrez.

### Premio «Say No More»
El premio «Say No More» es un galardón especial creado para reconocer la trayectoria musical y la influencia en el rock argentino. Fue instituido en la 26ª edición de los premios y otorgado de manera única y exclusiva al cantante Charly García. Hasta la fecha, este premio no ha sido concedido a ningún otro artista.

## Proceso de votación
El proceso de los Premios Gardel se inicia con la postulación de álbumes, singles y videoclips publicados en el año anterior, comprendido entre el 1 de enero y el 31 de diciembre. Los productores discográficos y artistas argentinos realizan las postulaciones en línea a través de la página oficial de la premiación. En caso de producciones físicas, se requiere la entrega de una copia de cada álbum postulado.
Posteriormente, CAPIF convoca a los «Comités de revisión», conformados por más de 1500 integrantes, entre los que se encuentran  periodistas, productores, músicos y especialistas, entre otros. Estos comités verifican que las postulaciones estén clasificadas correctamente según su género musical y características. Una vez verificadas las postulaciones, se lleva a cabo la primera etapa de votación para seleccionar a los nominados.
El jurado accede en línea a los contenidos de audio y video de las postulaciones y selecciona a los candidatos en cada categoría. Finalmente, se realiza la última etapa de votación para elegir a los ganadores. El jurado emite su voto en línea y, una vez concluido el proceso, CAPIF divulga la lista completa de ganadores.

## Récords
El cantante Gustavo Cerati ostenta el récord de artista con más Premios Gardel ganados, con un total de veintidós galardones, incluyendo aquellos que obtuvo como parte del grupo musical Soda Stereo. Por su parte, la cantante Mercedes Sosa y Lali son las artistas femeninas más galardonadas, con trece victorias cada una. Además, Babasónicos se destacan como el grupo más galardonado, con un total de trece estatuillas.